# Canton de Quimper-1
Le canton de Quimper-1 est une circonscription électorale française, située dans le département du Finistère et la région Bretagne.

## Histoire
Le canton de Quimper-I a été créé par décret du 23 juillet 1973 scindant en deux le canton de Quimper.
Il est modifié par décret du 22 janvier 1985 créant le  canton de Quimper-3.
Un nouveau découpage territorial du Finistère entre en vigueur à l'occasion des élections départementales de mars 2015, défini par le décret du 13 février 2014, en application des lois du 17 mai 2013 (loi organique 2013-402 et loi 2013-403). Les conseillers départementaux sont, à compter de ces élections, élus au scrutin majoritaire binominal mixte. Les électeurs de chaque canton élisent au Conseil départemental, nouvelle appellation du Conseil général, deux membres de sexe différent, qui se présentent en binôme de candidats. Les conseillers départementaux sont élus pour 6 ans au scrutin binominal majoritaire à deux tours, l'accès au second tour nécessitant 12,5 % des inscrits au 1er tour. En outre la totalité des conseillers départementaux est renouvelée. Ce nouveau mode de scrutin nécessite un redécoupage des cantons dont le nombre est divisé par deux avec arrondi à l'unité impaire supérieure si ce nombre n'est pas entier impair, assorti de conditions de seuils minimaux. Dans le Finistère, le nombre de cantons passe ainsi de 54 à 27. Le nombre de communes du canton de Quimper-1 passe d'une fraction de Quimper à 6.
Le nouveau canton de Quimper-1 est formé de communes des anciens cantons de Douarnenez (2 communes), de Châteaulin (1 commune), de Quimper-3 (2 communes) et de Plogastel-Saint-Germain (1 commune). Avec ce redécoupage administratif, le territoire du canton s'affranchit des limites d'arrondissements, avec 5 communes incluses dans l'arrondissement de Quimper et une dans l'arrondissement de Châteaulin. Le bureau centralisateur est situé à Quimper.

## Représentation

### Représentation de 1973 à 2015
| Période | Période | Identité             | Étiquette    | Qualité                                                                                              |
| ------- | ------- | -------------------- | ------------ | --- |
| 1973    | 1988    | Marc Bécam           | UDR puis DVD | Ingénieur Député (1967-1968, 1969-1977, 1986-1988) Sénateur (1980-1986) Maire de Quimper (1977-1989) |
| 1988    | 2001    | Jean-Claude Joseph   | PS           | Ingénieur agricole, responsable de la FDSEA Adjoint au maire de Quimper.                             |
| 2001    | 2008    | Jean-Louis Gagnepain | DL           | Directeur d'un groupement d'achat pour l'agroalimentaire Adjoint au maire de Quimper                 |
| 2008    | 2015    | Georges Kergonna     | PS           | Directeur de blanchisserie industrielle Adjoint au maire de Quimper.                                 |

#### Résultats des élections cantonales

##### 1994
| Candidats      | Candidats               | Étiquette      | Premier tour | Premier tour | Second tour | Second tour |
| Candidats      | Candidats               | Étiquette      | Voix         | %            | Voix        | %           |
| -------------- | ----------------------- | -------------- | ------------ | ------------ | ----------- | ----------- |
|                | André Guénégan          | UDF            | 3 472        | 37,80        | 4 733       | 50,37       |
|                | Jean-Claude Joseph      | PS             | 3 089        | 33,63        | 4 663       | 49,63       |
|                | Daniel Le Bigot         | Verts          | 1 136        | 12,37        |             |             |
|                | Marguerite Martinelle   | Dvg            | 576          | 6,27         |             |             |
|                | Claudine Dupont-Tingaud | FN             | 499          | 5,43         |             |             |
|                | Ghyslaine Aliadière     | PCF            | 414          | 4,51         |             |             |
|                |                         |                |              |              |             |             |
| Inscrits       | Inscrits                | Inscrits       | 16 004       |              | 16 004      |             |
| Abstentions    | Abstentions             | Abstentions    | 6 496        | 40,59        | 6 012       | 37,57       |
| Votants        | Votants                 | Votants        | 9 508        | 59,41        | 9 992       | 62,43       |
| Blancs et nuls | Blancs et nuls          | Blancs et nuls | 322          | 3,39         | 596         | 5,97        |
| Exprimés       | Exprimés                | Exprimés       | 9 186        | 57,40        | 9 396       | 58,72       |

##### 2001
| Candidats      | Candidats               | Étiquette      | Premier tour | Premier tour | Second tour | Second tour |
| Candidats      | Candidats               | Étiquette      | Voix         | %            | Voix        | %           |
| -------------- | ----------------------- | -------------- | ------------ | ------------ | ----------- | ----------- |
|                | Jean-Louis Gagnepain    | DL             | 3 476        | 37,18        | 5 647       | 51,50       |
|                | Jean-Claude Joseph      | PS             | 3 146        | 31,23        | 5 319       | 48,50       |
|                | André Quentel           | Verts          | 1 429        | 14,18        |             |             |
|                | Loïc Philippon          | UDB            | 561          | 5,57         |             |             |
|                | Marie-Claire Poder      | PCF            | 389          | 3,86         |             |             |
|                | Claudine Dupont-Tingaud | MNR            | 278          | 2,76         |             |             |
|                | Bernard Le Mao          | Diss UDB       | 264          | 2,62         |             |             |
|                | Gilles Moutier          | FN             | 262          | 2,60         |             |             |
|                |                         |                |              |              |             |             |
| Inscrits       | Inscrits                | Inscrits       | 16 592       |              | 16 592      |             |
| Abstentions    | Abstentions             | Abstentions    | 6 182        | 37,26        | 5 216       | 31,44       |
| Votants        | Votants                 | Votants        | 10 410       | 62,74        | 11 376      | 68,56       |
| Blancs et nuls | Blancs et nuls          | Blancs et nuls | 335          | 3,22         | 410         | 3,60        |
| Exprimés       | Exprimés                | Exprimés       | 10 075       | 60,72        | 10 960      | 66,09       |

##### 2008
| Candidats      | Candidats            | Étiquette      | Premier tour | Premier tour | Second tour | Second tour |
| Candidats      | Candidats            | Étiquette      | Voix         | %            | Voix        | %           |
| -------------- | -------------------- | -------------- | ------------ | ------------ | ----------- | ----------- |
|                | Georges Kergonna     | PS             | 3 478        | 30,45        | 6 132       | 53,93       |
|                | Jean-Yves Bozec      | App UMP        | 3 760        | 32,92        | 5 239       | 46,07       |
|                | Jean-Pierre Bigorgne | Verts          | 1 873        | 16,40        |             |             |
|                | David Biger          | MoDem          | 938          | 8,21         |             |             |
|                | Xavier Perchec       | PCF            | 532          | 4,66         |             |             |
|                | Bruno Lagadec        | App PRG        | 531          | 4,65         |             |             |
|                | Yannick Laporte      | UDB            | 310          | 2,71         |             |             |
|                |                      |                |              |              |             |             |
| Inscrits       | Inscrits             | Inscrits       | 18 033       |              | 18 028      |             |
| Abstentions    | Abstentions          | Abstentions    | 6 312        | 35,00        | 6 217       | 34,49       |
| Votants        | Votants              | Votants        | 11 721       | 65,00        | 11 811      | 65,51       |
| Blancs et nuls | Blancs et nuls       | Blancs et nuls | 299          | 2,55         | 440         | 3,73        |
| Exprimés       | Exprimés             | Exprimés       | 11 422       | 63,34        | 11 371      | 63,07       |

### Représentation depuis 2015
| Période élective | Période élective | Mandat | Mandat   | Identité            | Nuance | Nuance | Qualité |
| ---------------- | ---------------- | ------ | -------- | ------------------- | ------ | ------ | --- |
| 2015             | 2021             | 2015   | 2021     | Armelle Huruguen    |        | PS     | Conseillère générale du canton de Quimper-3 (2001-2015) Vice-présidente Présidente de la Commission Territoires et environnement |
| 2015             | 2021             | 2015   | 2021     | Stéphane Le Bourdon |        | PS     | Conseiller municipal de Plonéis (2014-2020)                                                                                      |
| 2021             | 2028             | 2021   | en cours | Armelle Huruguen    |        | PS     | Conseillère sortante |
| 2021             | 2028             | 2021   | en cours | David Le Goff       |        | DVG    | Fonctionnaire, maire de Guengat                                                                                                  |

### Résultats détaillés

#### Élections de mars 2015
À l'issue du 1er tour des élections départementales de 2015, deux binômes sont en ballottage : Armelle Huruguen et Stéphane Le Bourdon (PS, 36,16 %) et Catherine Biliec et Didier Lennon (Union de la Droite, 30,31 %). Le taux de participation est de 53,04 % (14 797 votants sur 27 900 inscrits) contre 51,11 % au niveau départemental et 50,17 % au niveau national.
Au second tour, Armelle Huruguen et Stéphane Le Bourdon (PS) sont élus avec 55,36 % des suffrages exprimés et un taux de participation de 51,76 % (7 322 voix pour 14 446 votants et 27 908 inscrits).

#### Élections de juin 2021
Le premier tour des élections départementales de 2021 est marqué par un très faible taux de participation (33,26 % au niveau national). Dans le canton de Quimper-1, ce taux de participation est de 34,7 % (9 830 votants sur 28 331 inscrits) contre 35,55 % au niveau départemental. À l'issue de ce premier tour, deux binômes sont en ballottage : Armelle Huruguen et David Le Goff (Union à gauche, 33,65 %) et Antoine Gabriele et Valérie Lecerf-Livet (Union au centre et à droite, 20,93 %).
Le second tour des élections est marqué une nouvelle fois par une abstention massive équivalente au premier tour. Les taux de participation sont de 34,36 % au niveau national, 36,76 % dans le département et 36,05 % dans le canton de Quimper-1. Armelle Huruguen et David Le Goff (Union à gauche) sont élus avec 58,68 % des suffrages exprimés (5 594 voix pour 10 215 votants et 28 338 inscrits),,.

## Composition

### Composition de 1973 à 1985
Lors de sa création en 1973, le canton de Quimper-I est composé de :
- les communes de Plomelin et Pluguffan ;
- la portion de territoire de la ville de Quimper située à gauche d'une ligne Ouest-Est prenant naissance à la limite séparative des communes de Quimper et de Pluguffan et déterminée par l'axe des voies ci-après : route de Pont-l'Abbé (ex-route nationale no 785), rue de Pont-l'Abbé (jusqu'au carrefour du chemin des Justices), chemin des Justices, voie ferrée Pont-l'Abbé-Quimper (du pont routier de la rue de la Terre-Noire jusqu'au passage à niveau de la rue Henri-de-Bournazel), rue Henri-de-Bournazel (à partir du passage à niveau), rue de la Petite-Montagne, voie Sud traversant la place de la Tourbie (ex-place du Champ-de-Foire), rue des Douves, place A.-Massé, rue de Brest, rue J.-Coic, rue R.-Derrien, rue de l'Hippodrome (du débouché de la rue R.-Derrien jusqu'à la limite séparative de la rue de l'Hippodrome et de l'avenue des Sports), cours de la rivière l'Odet (jusqu'au confluent avec la rivière le Jet, à la limite séparative des communes de Quimper et Ergué-Gabéric).

### Composition de 1985 à 2015

Localisation du canton de Quimper I dans le Finistère de 1985 à 2015

Le canton est réduit par le découpage de 1985, il est alors composé de la portion de territoire de la commune de Quimper déterminée par les limites territoriales des communes de Plonéis, Guengat, Plogonnec, Landrévarzec, Briec, Ergué-Gabéric, par l'axe de la rivière l'Odet jusqu'au pont Max-Jacob et par l'axe des voies ci-après : pont Max-Jacob, rue du Préfet-Colignon, rue de l'Amiral-Ronarc'h, rue Laënnec, place du 118e-R.I., allée Nord-Est de la place de La Tour-d'Auvergne, rue du Couédic, rue de Salonique, rue Jules-Simon et rue de Ker-Ys, par la voie de chemin de fer de Quimper à Pont-l'Abbé, et par l'axe de l'avenue de Kerrien et de la route de Douarnenez (C.D. 765) jusqu'à la limite de la commune de Plonéis.

### Composition à partir de 2015
| Nom                             | Code Insee | Intercommunalité                | Superficie (km2) | Population (dernière pop. légale)                | Densité (hab./km2) | Modifier                                    |
| ------------------------------- | ---------- | ------------------------------- | ---------------- | ------------------------------------------------ | ------------------ | ------------------------------------------- |
| Quimper (bureau centralisateur) | 29232      | CA Quimper Bretagne occidentale | 84,45            | Fraction : 24 454 (2022) Commune : 64 530 (2022) | 764                | modifier les données · modifier les données |
| Guengat                         | 29066      | CA Quimper Bretagne occidentale | 22,72            | 1 836 (2022)                                     | 81                 | modifier les données · modifier les données |
| Locronan                        | 29134      | CA Quimper Bretagne occidentale | 8,08             | 806 (2022)                                       | 100                | modifier les données · modifier les données |
| Plogonnec                       | 29169      | CA Quimper Bretagne occidentale | 54,14            | 3 223 (2022)                                     | 60                 | modifier les données · modifier les données |
| Plomelin                        | 29170      | CA Quimper Bretagne occidentale | 26,08            | 4 216 (2022)                                     | 162                | modifier les données · modifier les données |
| Plonéis                         | 29173      | CA Quimper Bretagne occidentale | 21,99            | 2 405 (2022)                                     | 109                | modifier les données · modifier les données |
| Pluguffan                       | 29216      | CA Quimper Bretagne occidentale | 32,09            | 4 229 (2022)                                     | 132                | modifier les données · modifier les données |
| Canton de Quimper-1             | 2923       |                                 |                  | 41 169 (2022)                                    |                    | modifier les données                        |

Le canton de Quimper-1 comprend désormais :
1. six communes entières,
2. la partie de la commune de Quimper située à l'ouest d'une ligne définie par l'axe des voies et limites suivantes : depuis la limite territoriale de la commune de Guengat, ligne de chemin de fer de Quimper à Brest, allée de Kernisy, rue Jules-Simon, rue de Salonique, rue du Couëdic, place de la Tour-d'Auvergne, place du 118e-Régiment-d'Infanterie, rue Laënnec, rue de l'Amiral-Ronarc'h, rue du Préfet-Collignon, quai de l'Odet, quai Neuf, chemin du Halage, boulevard de Poulguinan, boulevard Louis-Le-Guennec, route de Bénodet, boulevard Louis-Le-Guennec, route de Bénodet, jusqu'à la limite territoriale de la commune de Pleuven.

## Démographie

### Démographie avant 2015
| 1975 | 1982 | 1990   | 1999   | 2006   | 2011   | 2012   |
| ---- | ---- | ------ | ------ | ------ | ------ | ------ |
| -    | -    | 22 909 | 24 712 | 26 392 | 26 871 | 27 144 |

### Démographie depuis 2015
En 2022, le canton comptait 41 169 habitants, en évolution de +2,08 % par rapport à 2016 (Finistère : +2,16 %, France hors Mayotte : +2,11 %).
| 2013   | 2018   | 2022   |
| ------ | ------ | ------ |
| 39 853 | 40 552 | 41 169 |